# ルーク・デ・ヨング
ルーク・デ・ヨング（Luuk de Jong, 1990年8月27日 - ）は、スイス・ヴォー州エーグル出身のサッカー選手。プリメイラ・リーガ・ポルト所属。元オランダ代表。ポジションはFW。
兄は同じくサッカー選手のシーム・デ・ヨング。

## クラブ経歴
両親ともにスイス国内リーグでプレーするプロのバレーボール選手であった。スイスのエーグルで生まれ、4歳のときにオランダに移住したため、スイスで生活した記憶がないという。

### デ・フラーフスハップ
ヘルダーラント州・ドゥーティンヘムにあるアマチュアのDZC'68で兄のシームとともにプレーし、兄弟そろって地元のプロクラブであるデ・フラーフスハップにスカウトされた。シームはデ・フラーフスハップの下部組織在籍中にアヤックス・アムステルダムに引き抜かれ、ルークだけがデ・フラーフスハップに残った。2008年にトップチームに昇格し、NACブレダ戦で途中出場してエールディヴィジデビューした。SCヘーレンフェーン戦でも途中出場した後、新加入のベン・サハルとコンビを組んで先発出場するようになった。ヴィレムII戦 (1-0) で初めてサハルと2トップを組み、この試合でサハルの決勝点をアシストした。
ホームでのFCトゥウェンテ戦ではエールディヴィジ初得点を挙げて2-1とリードしたが、その直後にハンドの反則でFCトゥウェンテにPKを与え、ブレイズ・ヌクフォに同点PKを決められて引き分けに終わった。ヘラクレス・アルメロ戦 (1-0) ではオーバーヘッドシュートで決勝点を挙げた。ホームでのNECナイメヘン戦では足首を負傷して前半で退いた。チームが昇降格プレーオフを戦っている最中に怪我から復帰し、RKCヴァールヴァイクとのホームゲームでは決勝点を挙げたが、結局エールステディヴィジ（2部）降格に終わった。

### トゥウェンテ

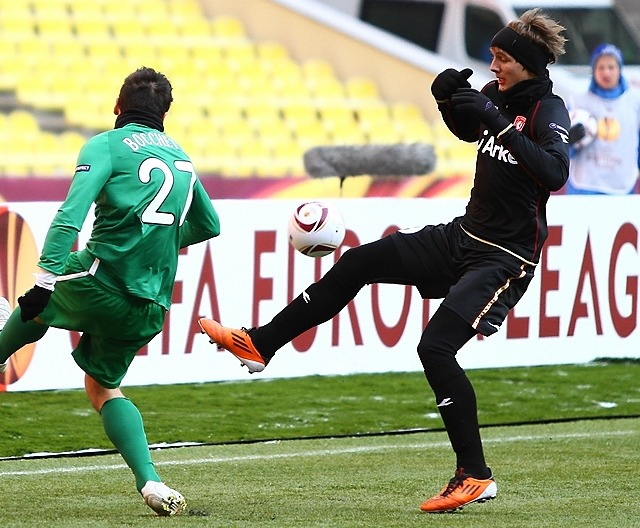
FCルビン・カザン戦でのルーク・デ・ヨング

2009年4月6日、FCトゥウェンテと3年契約（1年の延長オプション付き）を結んだ。KNVBカップのSCジュール戦 (8-0) で、後半途中にダリオ・ヴイチェヴィッチとの交代で出場してデビューすると、この試合で2アシストを記録した。同大会のCapelle戦で移籍後初得点を含む2得点を挙げた。2009年11月5日、FCシェリフ・ティラスポリ戦でミロスラフ・ストッフとの交代で出場してUEFAヨーロッパリーグデビューを果たした。12月2日のフェネルバフチェSK戦 (0-1) でも途中出場している。KNVBカップのエルモンド・スポルト戦 (3-0) では2得点を決めて勝ち上がりに貢献した。
2010年1月1日、FCユトレヒトとのアウェーゲームの90分にケネス・ペレスと交代してエールディヴィジデビューを果たした。ブレイズ・ヌクフォが負傷したため、UEFAヨーロッパリーグ決勝トーナメント1回戦のヴェルダー・ブレーメン戦ではルークが先発出場の機会を与えられた。アウェーで行われた試合 (1-3) ではヘディングシュートでネットを揺らし、欧州カップ戦初得点を記録した。2010年2月28日、NECナイメヘン戦 (2-1) でエールディヴィジ初得点を挙げた。4月10日のSCヘーレンフェーン戦 (2-0) では、ロスタイムにリーグ戦2得点目を挙げた。2009-10シーズンはリーグ優勝して自身初タイトルを獲得した。2010年7月31日のヨハン・クライフ・スハールでも重要な役割を果たした。マルク・ヤンコの負傷のためにアヤックス・アムステルダム戦 (1-0) に先発出場し、8分に決勝点を挙げてタイトル獲得に貢献した。

### ボルシアMG
2012年7月、ボルシア・メンヒェングラートバッハに5年契約で移籍。

### ニューカッスル・ユナイテッド
2014年1月、出場機会を求めてニューカッスル・ユナイテッドへ2013-14シーズン終了まで期限付き移籍した。

### PSV
2014年7月、PSVアイントホーフェンへ2019年6月までの5年契約で完全移籍した。

### セビージャ
2019年7月1日、セビージャFCへの移籍が発表された。契約期間は2023年までの4年間。同シーズンのUEFAヨーロッパリーグ決勝のインテル戦では2ゴールを決めて優勝に貢献、同試合のマン・オブ・ザマッチに選出される活躍を見せた。

### バルセロナ
2021年9月1日、FCバルセロナにレンタル移籍した。移籍期間は2022年6月30日までで、買い取りオプションが付随している。彼を加入させたロナルド・クーマン監督が退任すると、放出されるとの報道が飛び交ったが、残留し3試合連続得点を挙げると、24節のエスパニョール戦では88分から途中出場して得点を決め、チームを敗戦から救った。

### PSVに復帰
2022年7月2日、PSVアイントホーフェンへの移籍が発表された。契約期間は2025年までの3年間。2023-24シーズン、リーグ優勝決定までに32試合27ゴール15アシストを決めてリーグ優勝に貢献、最終節で2ゴールを決めて29得点とし、ヴァンゲリス・パヴリディスと並んでリーグ得点王となった

### ポルト
2025年8月3日、ポルトに1年契約で移籍した。

## 代表経歴
世代別オランダ代表の経験があり、U-19オランダ代表では5試合出場5得点、U-21オランダ代表では2試合出場3得点を記録している。
2011年2月9日、オーストリアとの親善試合の後半にディルク・カイトとの交代で途中出場し、オランダA代表デビューした。同年9月6日、UEFA EURO 2012予選のフィンランド戦 (2-0) で代表初得点を挙げた。
1年延期されて開催されたUEFA EURO 2020ではグループリーグの2試合に出場したが、チームはベスト16でチェコ代表に敗れた。
2022年11月、2022 FIFAワールドカップに臨むオランダ代表に選出された。大会後、代表からは引退した。

## 個人成績

### クラブ
| クラブ                       | シーズン | リーグ           | リーグ戦 | リーグ戦 | カップ戦 | カップ戦 | 国際大会 | 国際大会 | その他 | その他 | 合計 | 合計 |  |
| クラブ                       | シーズン | リーグ           | 出場     | 得点     | 出場     | 得点     | 出場     | 得点     | 出場   | 得点   | 出場 | 得点 |  |
| ---------------------------- | -------- | ---------------- | -------- | -------- | -------- | -------- | -------- | -------- | ------ | ------ | ---- | ---- |  |
| デ・フラーフスハップ         | 2008-09  | エールディヴィジ | 14       | 2        | 2        | 0        | 0        | 0        | 3      | 1      | 19   | 3    |  |
| デ・フラーフスハップ         | 通算     | 通算             | 14       | 2        | 2        | 0        | 0        | 0        | 3      | 1      | 19   | 3    |  |
| トゥウェンテ                 | 2009-10  | エールディヴィジ | 12       | 2        | 4        | 4        | 4        | 1        | 0      | 0      | 20   | 7    |  |
| トゥウェンテ                 | 2010-11  | エールディヴィジ | 32       | 12       | 5        | 3        | 11       | 4        | 1      | 1      | 49   | 20   |  |
| トゥウェンテ                 | 2011-12  | エールディヴィジ | 32       | 25       | 3        | 2        | 14       | 5        | 5      | 0      | 54   | 32   |  |
| トゥウェンテ                 | 通算     | 通算             | 76       | 39       | 12       | 9        | 29       | 10       | 6      | 1      | 123  | 59   |  |
| ボルシアMG                   | 2012-13  | ブンデスリーガ   | 23       | 6        | 1        | 0        | 7        | 2        | 0      | 0      | 31   | 8    |  |
| ボルシアMG                   | 2013-14  | ブンデスリーガ   | 13       | 0        | 1        | 0        | -        | -        | 0      | 0      | 14   | 0    |  |
| ボルシアMG                   | 通算     | 通算             | 36       | 6        | 2        | 0        | 7        | 2        | 0      | 0      | 45   | 8    |  |
| ニューカッスル・ユナイテッド | 2013-14  | プレミアリーグ   | 12       | 0        | 0        | 0        | -        | -        | 0      | 0      | 12   | 0    |  |
| ニューカッスル・ユナイテッド | 通算     | 通算             | 12       | 0        | 0        | 0        | -        | -        | 0      | 0      | 12   | 0    |  |
| PSV                          | 2014-15  | エールディヴィジ | 32       | 20       | 2        | 2        | 11       | 4        | 0      | 0      | 45   | 26   |  |
| PSV                          | 2015-16  | エールディヴィジ | 33       | 26       | 4        | 2        | 5        | 2        | 1      | 2      | 43   | 32   |  |
| PSV                          | 2016-17  | エールディヴィジ | 32       | 8        | 1        | 0        | 5        | 1        | 1      | 0      | 39   | 9    |  |
| PSV                          | 2017-18  | エールディヴィジ | 28       | 12       | 3        | 1        | 2        | 0        | 0      | 0      | 33   | 13   |  |
| PSV                          | 2018-19  | エールディヴィジ | 34       | 28       | 0        | 0        | 8        | 4        | 1      | 0      | 43   | 32   |  |
| PSV                          | 通算     | 通算             | 159      | 94       | 10       | 5        | 31       | 11       | 3      | 2      | 203  | 112  |  |
| セビージャ                   | 2019-20  | プリメーラ       | 35       | 6        | 3        | 1        | 8        | 3        | -      | -      | 46   | 10   |  |
| セビージャ                   | 2020-21  | プリメーラ       | 34       | 4        | 7        | 3        | 6        | 2        | 1      | 0      | 48   | 9    |  |
| セビージャ                   | 通算     | 通算             | 69       | 10       | 10       | 4        | 14       | 5        | 1      | 0      | 94   | 19   |  |
| バルセロナ                   | 2021-22  | プリメーラ       | 21       | 6        | 0        | 0        | 7        | 0        | 1      | 1      | 29   | 7    |  |
| バルセロナ                   | 通算     | 通算             | 21       | 6        | 0        | 0        | 7        | 0        | 1      | 1      | 29   | 7    |  |
| 総通算                       | 総通算   | 総通算           | 365      | 151      | 37       | 18       | 82       | 28       | 11     | 4      | 495  | 201  |  |

### 代表
- 国際Aマッチ 39試合 8得点（2011年-2022年）[19]

| オランダ代表 | 国際Aマッチ | 国際Aマッチ |
| 年           | 出場        | 得点        |
| ------------ | ----------- | ----------- |
| 2011         | 6           | 1           |
| 2012         | 1           | 0           |
| 2013         | 0           | 0           |
| 2014         | 0           | 0           |
| 2015         | 2           | 0           |
| 2016         | 3           | 2           |
| 2017         | 2           | 1           |
| 2018         | 3           | 0           |
| 2019         | 7           | 1           |
| 2020         | 8           | 0           |
| 2021         | 6           | 3           |
| 2022         | 1           | 0           |
| 通算         | 39          | 8           |

### 代表での得点
| 得点 | 日時           | 場所           | 相手           | スコア | 結果 | 大会                                    |
| ---- | -------------- | -------------- | -------------- | ------ | ---- | --------------------------------------- |
| 1.   | 2011年9月6日   | ヘルシンキ     | フィンランド   | 0–2    | 0–2  | UEFA EURO 2012予選                      |
| 2.   | 2016年3月25日  | アムステルダム | フランス       | 1–2    | 2–3  | 親善試合                                |
| 3.   | 2016年5月27日  | ダブリン       | アイルランド   | 1–1    | 1–1  | 親善試合                                |
| 4.   | 2017年11月14日 | ブカレスト     | ルーマニア     | 0–3    | 0–3  | 親善試合                                |
| 5.   | 2019年10月10日 | ロッテルダム   | 北アイルランド | 2-1    | 3-1  | UEFA EURO 2020予選                      |
| 6.   | 2021年3月24日  | イスタンブール | トルコ         | 2–3    | 2–4  | 2022 FIFAワールドカップ・ヨーロッパ予選 |
| 7.   | 2021年3月27日  | アムステルダム | ラトビア       | 2–0    | 2–0  | 2022 FIFAワールドカップ・ヨーロッパ予選 |
| 8.   | 2021年3月30日  | ジブラルタル   | ジブラルタル   | 0–2    | 0–7  | 2022 FIFAワールドカップ・ヨーロッパ予選 |

## タイトル

### クラブ
トゥウェンテ
- エールディヴィジ : 1回 (2009-10)
- KNVBカップ : 1回 (2010-11)
- ヨハン・クライフ・スハール : 2回 (2010, 2011)

PSV
- エールディヴィジ : 3回 (2014-15, 2015-16, 2017-18)
- KNVBカップ : 1回 (2022-23)
- ヨハン・クライフ・スハール : 4回 (2015, 2016, 2022, 2023)

セビージャ
- UEFAヨーロッパリーグ : 1回 (2019-20)

### 個人
- エールディヴィジ得点王 : 2回 (2018-19, 2023-24)